# Рихтер Прада, Педро
Педро Анхель Рихтер Фернандес-Прада (исп. Pedro Ángel Richter Fernández-Prada; 4 января 1921, Лима — 14 июля 2017, там же) — военный, государственный и политический деятель Перу, премьер-министр страны (1979—1980).

## Биография
С 1942 года обучался в Военной школе Чоррильос, которую окончил в 1946 году. Для дальнейшей специальной подготовки отправился в армейскую школу в Форт-Ноксе (Кентукки, США).
Позже учился в Высшей военной школе, прошёл курс военной стратегии в Центре высших военных исследований.
В 1971 году президент Хуан Веласко Альварадо назначил его министром внутренних дел.
Премьер-министр Перу с января 1979 года по июль 1980 года. Одновременно в то же время, занимал пост военного министра в правительстве Перу.
После чего вышел в отставку.
28 декабря 2007 года правительство Италии выдало ордер на арест Педро Рихтер Прада по обвинению в исчезновение 25 итальянских граждан в 1970-х годах.
В феврале 2015 года в Италии началось судебное разбирательство, связанное с Операцией «Кондор», тогда были предъявлены обвинения 32 представителям южноамериканских режимов 1970—1980 годов, включая Педро Рихтера Прада. Ему было предъявлено обвинение в убийстве при отягчающих обстоятельствах.
Умер 14 июля 2017 года в возрасте 96 лет.